# Lygephila viciae
Lygephila viciae — вид метеликів з родини еребід (Erebidae).

## Поширення
Ареал виду простягається від Західної Європи через Центральну Азію до Китаю та Японії. Він відсутній на Британських островах. Мешкає на теплих схилах, узліссях, порослих кущами, галявинах, вересах і пустирях.

## Опис
Розмах крил 35-36 мм. Колір верхніх крил змінюється від сіро-фіолетового або сіро-коричневого до темно-сірого. Іноді присутня темно-коричнева мармуровість. Поперечні лінії нечіткі, підкрайова ділянка затемнена. На передньому краї передніх крил іноді можна помітити невеликі темні цятки, але часто вони зовсім відсутні. Велика, темна, але зазвичай дещо нечітка або розбита ниркова пляма пересічена світлими жилками. Потилиця і шия мають яскраве чорно-коричневе оксамитове волосся.

## Спосіб життя
Є два покоління на рік залежно від місця розташування. Дорослі особини розлітаються з травня по вересень. Личинки живляться видами астрагалу, в'язіля, чини, гірчака і буркуна. Зимує на стадії лялечки.